# Mandesa
Mandesa is een geslacht van halfvleugeligen uit de familie Aphrophoridae. De wetenschappelijke naam van dit geslacht is voor het eerst geldig gepubliceerd in 1908 door Distant.

## Soorten
Het geslacht Mandesa omvat de volgende soorten:
- Mandesa amplificata Distant, 1908
- Mandesa banksi Jacobi, 1921
- Mandesa convexa (Distant, 1908)